# Oldenlandia tenella
Oldenlandia tenella är en måreväxtart som först beskrevs av Ferdinand von Hochstetter, och fick sitt nu gällande namn av Carl Ernst Otto Kuntze. Oldenlandia tenella ingår i släktet Oldenlandia och familjen måreväxter. Inga underarter finns listade i Catalogue of Life.